# Melvin Purvis
Melvin Horace Purvis, Jr., född 24 oktober 1903, död 29 februari 1960, var en amerikansk FBI-agent, främst känd som den som ledde jakten på "public enemies" som Baby Face Nelson, Pretty Boy Floyd och särskilt John Dillinger. Efter den sistnämndes död blev Purvis väldigt uppmärksammad i media. Purvis slutade på FBI 1935 och började arbeta som advokat.
Melvin Purvis avled 1960 av ett skott i huvudet, som han själv avlossat. Det kan ha varit av misstag eller ett självmord. Han hade en hjärntumör som inte gick att operera bort.
Purvis har på film porträtterats av Ben Johnson, Dale Robertson, Will Patton och Christian Bale.